# Клерже, Аксель
Аксель Клерже (фр. Axel Clerget, род. 28 февраля 1987, Сен-Дизье) — французский дзюдоист, призёр чемпионатов Франции, Европы и мира.

## Карьера
Родился 28 февраля 1987 года в Сен-Дизье. Выступает в средней весовой категории (до 90 кг). В 2006 году стал чемпионом Франции среди юниоров и бронзовым призёром первенства мира среди юниоров. Многократный призёр чемпионатов Франции среди взрослых: бронзовый (2009—2012 годы) и серебряный (2014 год). Многократный победитель и призёр престижных международных турниров. В 2017 году стал серебряным призёром чемпионата Европы и бронзовым призёром чемпионата мира в командном зачёте. На следующий год стал бронзовым призёром чемпионата мира в личном зачёте и серебряным — в командном. На Европейских играх 2019 года в Минске стал бронзовым призёром в командном зачёте.
На предолимпийском чемпионате мира 2019 года, который проходил в Токио завоевал бронзовую медаль, победив в поединке за третье место соперника из Швеции Маркуса Нюмана.